# Tierps kommun
60°20′N 17°30′Ø / 60.333°N 17.500°Ø
Tierp kommune ligger i landskapet Uppland i det svenske län Uppsala län. Kommunens administrationcenter ligger i byen Tierp.
I kommunen ligger naturreservatet Florarna og en Atlas Copco-fabrik. Indtil 2004 lå Pricks peberkagebageri her. E4 og jernbanen mellem Uppsala og Gävle går gennem kommunen.
Tierp grænser Dalälven mod vest og Den Botniske Bugt mod nord, og den omgives af kommunerne Gävle, Heby, Uppsala, Älvkarleby og Östhammar.

## Byer
Tierp kommune har ni byer.
Indbyggere pr. 31. december 2005.
| #  | By            | Indbyggere |
| -- | ------------- | ---------- |
| 1. | Tierp         | 5.377      |
| 2. | Örbyhus       | 1.905      |
| 3. | Söderfors     | 1.597      |
| 4. | Karlholmsbruk | 1.187      |
| 5. | Skärplinge    | 740        |
| 6. | Månkarbo      | 670        |
| 7. | Tobo          | 616        |
| 8. | Mehedeby      | 476        |
| 9. | Upplanda      | 343        |

## Internationalt
Tierp kommune har fem venskabsbyer og to samarbejdsbyer

### Venskabsbyer
- Finland, Forssa
- Finland, Hauho
- Finland, Janakkala
- Danmark, Norddjurs
- Norge, Vågå

### Samarbejdsbyer
- Bosnien-Hercegovina, Sarajevo, Bosnien-Hercegovina (projekt)
- Estland Valga, Estland (projekt)

## Billeder
- Lövstabruk herregård
- Nathaleskirken
- Kapplasse naturreservat
- Tämnarån

## Eksterne kilder og henvisninger
- Wikimedia Commons har flere filer relateret til Tierps kommun
- ”Kommunarealer den 1. januar 2012” (Excel). Statistiska centralbyrån.
- ”Folkmängd i riket, län och kommuner 30 juni 2012”. Statistiska centralbyrån.